# Joyce Swanljung
Joyce Edna Anita Swanljung, född 23 mars 1910 i Helsingfors, död 2 september 1977 i Bromma, var en finländsk-svensk målare.
Hon var dotter till ingenjören Harald Einar Swanljung och Emily Florence Hancock. Swanljung studerade balett vid The Cowan school of dancing i West Hartlepool i England 1922–1927 men en benskada tvingade henne att upphöra med sitt dansande. På 1930-talet väcktes hennes konstintresse och hon studerade vid Finlands konstakademi i Helsingfors 1938–1943. Vid slutet av 1940-talet flyttade hon till Sverige och fortsatte sin utbildning som gästelev vid Konsthögskolan i Stockholm vårterminen 1948. Dessutom studerade hon en kort tid vid Académie Libre i Stockholm 1957 samt under studieresor till London, Köpenhamn, Oslo, New York och en längre tid i Vancouver 1958–1960. Tillsammans med Eugenijus Budrys ställde hon ut i Strängnäs 1949 och separat ställde hon ut på Galerie S:t Nikolaus och Galleri Catharina i Stockholm. Hon medverkade i några av Värmlands konstförenings höstutställningar på Värmlands museum. Hennes konst består av stilleben, figurer och porträtt. Swanljung är representerad vid Mariestads yrkesskola och Gellmans sjukhus i Brahestad, Finland. 